# 詹氏弱棘鯻
詹氏弱棘鯻（學名：Hephaestus jenkinsi）為鱸形目鱸亞目鯻科的其中一種，分布於澳洲淡水流域，為特有種，本魚體粗壯，呈紡錘型，體長可達40公分，棲息在礫石底質，水質清澈或混濁得的深水區，屬肉食性，以無脊椎動物及小魚等為食，繁殖期時，成魚會保護卵並搧動魚鰭提供足夠的氧，可做為食用魚及遊釣魚。

## 擴展閱讀
維基物種上的相關：詹氏弱棘鯻